# Hebron, Ohio
Hebron är ett municipalsamhälle (village) i Licking County i Ohio. Vid 2010 års folkräkning hade Hebron 2 336 invånare.